# Calumia godeffroyi
Calumia godeffroyi е вид бодлоперка от семейство Eleotridae. Видът не е застрашен от изчезване.

## Разпространение и местообитание
Разпространен е в Австралия, Гуам, Индонезия, Кения, Микронезия, Мозамбик, Нова Каледония, Остров Рождество, Палау, Северни Мариански острови, Сейшели, Танзания, Тонга, Филипини и Френска Полинезия.
Среща се на дълбочина от 0,9 до 30 m, при температура на водата от 26,7 до 29,2 °C и соленост 32,9 – 35,9 ‰.

## Описание
На дължина достигат до 3,6 cm.